# Aeroport de Smara
L' Aeroport de Smara (codi IATA: SMW, codi OACI: GMMA/GSMA) és un aeroport a la ciutat de Smara (també coneguda com a Es Semara), situada al Sàhara Occidental (però administrada per Marroc).

## Destinacions
| Aerolínies              | Destinacions                   |
| ----------------------- | ------------------------------ |
| Casa Air Service        | Rabat                          |
| Royal Air Maroc Express | Casablanca, Ouarzazate, Zagora |